# 피아노 소나타 25번 (베토벤)
《피아노 소나타 25번 사장조, 작품 번호 79》은 1809년에 루트비히 판 베토벤에 의해 쓰인 피아노 소나타이다.

## 개요
피아노 소나타 장르에서 바로 이전의 일련 번호를 갖는 《24번 소나타》와 함께 이 《25번 소나타》가 쓰인 1809년은 《운명 교향곡》(1808년), 《전원 교향곡》(1808년), 《황제 협주곡》(1809년) 등의 대작들이 쓰인 시기와 근접하고 있다.
한편, 피아노곡 분야에서는 소품이 양산되고 있어, 이전 작품과 마찬가지로 이 작품도 작은 규모로 정리되어 있다. 베토벤은 1810년 7월 21일에 브라이코프 운트 헤르텔 사에게 서간으로 "사장조의 소나타에는 '쉬운 소나타' 혹은 '소나티네'라고 명명해 주십시오"라는 희망을 알리고 있어, 초판보에서는 그것에 따라 "소나티네"라고 제목이 붙여졌다.  그 제목처럼 이 소나타는 베토벤의 피아노 소나타로서는 연주가 용이하다. 또, 소나타는 제1악장에 뻐꾸기의 울음 소리와 비슷한 부분이 있다는 점에서 "뻐꾸기"라는 별칭이 붙는 경우가 있다.
악보의 초판은 1810년 9월에 브라이코프 운트 헤르텔 출판사를 통해 이루어졌다. 헌정은 누구에게도 이루어지지 않고 있다.

## 악장 구성
작품은 3개의 악장으로 구성되어 있다. 총 연주 소요시간은 10분 정도이다.

### 제1악장. 프레스토 알라 테데스카
사장조, 3/4 박자, 소나타 형식.
"독일풍으로"라고 지정되어 있어, 렌틀러가 의식되고 있다. 서주를 두지 않고, 곡은 제1주제의 제시로 시작된다(악보 1).
악보 1
두 번째 주제는 라장조로 나오는 경과적인 주구이다(악보 2).
악보 2
제시부의 반복 후, 전개부가 된다. 전개부는 독점적으로 제1주제의 요소가 취급되고 있어, 손의 교차에 의한 패시지로 뻐꾸기의 목소리가 반복된다. 재현부는 기본에 충실하여 진행된다. 또, 재현부의 뒤에 한번 더 전개부로부터 반복하도록 지시되고 있다. 코다도 짧고 간소하며 전타음에 의한 주제 장식이 채색을 더해 상승하는 아르페지오에서 악장을 마친다.

### 제2악장. 안단테
사단조, 9/8 박자, 세도막 형식.
멘델스존의 《무언가》의 뱃노래를 연상케 한다. 곤돌라 위에서 이중창을 부르는 것과 같은 악보 3의 주제로 시작된다.
악보 3
악보 3의 노래가 끝나면 1마디의 경과를 사이에 두고 즉시 중간부가 된다. 중간부에서는 아르페지오의 반주 위에 악보 4가 노래된다.
악보 4
악보 4의 재현을 거쳐 코다가 된다. 코다에서는 중간부의 반주 음형 위에 악보 3의 주제가 연주되고, 마지막은 부드럽게 닫힌다.

### 제3악장. 비바체
사장조, 2/4 박자, 론도 형식.
처음부터 경쾌한 주제가 제시된다(악보 5). 이 주제는 《피아노 소나타 30번》의 시작 주제와 밀접하게 관련되어 있다. 론도 주제는 악보 5를 포함한 8마디와 그 뒤에 오는 8마디로 구성된다.
악보 5
악보 5에 기초한 제2주제는 마단조로 나온다.
악보 6
론도 주제가 셋잇단음표의 반주를 타고 나온 후, 다장조의 주제가 기세 좋게 나타난다(악보 7) .
악보 7
그 후, 다시 모습을 나타내는 론도 주제의 반주는 16분음표로 세분화된다. 론도 주제를 소재로 한 코다는 마지막을 향해 크레센도 해 나가지만, 갑자기 음량을 떨어뜨려 약음으로 전곡의 막을 닫는다.